# Palmito
Palmito – miasto w Kolumbii, w departamencie Sucre.